# Mango Alfonso
El mango Alfonso, también llamado Alphonso, Hafoos, Hapuz o Aapoos (en hindi, हाफूस haaphoos), es una variedad del mango originada en la India. Por su dulzura, jugosidad e intensidad, el mango Alfonso ha sido apodado «el rey de los mangos».

## Origen
La variedad lleva el nombre de Afonso de Albuquerque, un experto general y militar portugués que ayudó a establecer colonias portuguesas en la India. Los portugueses introdujeron el injerto en árboles del mango para producir variedades como la Alfonso. El Alfonso es también una de las variedades más caras de mango, y se cultiva principalmente en el oeste de la India.

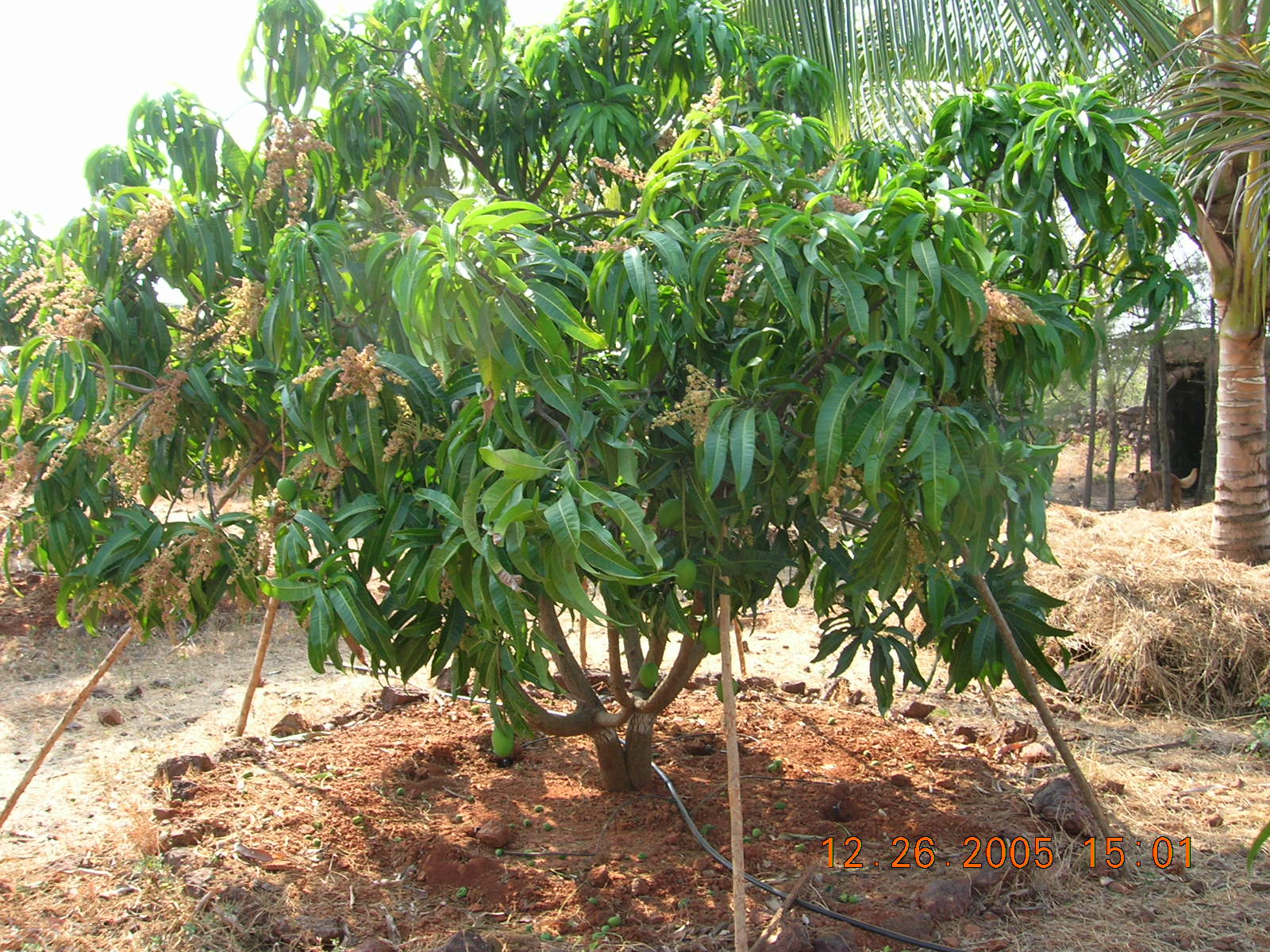
Plantación de mango Alfonso.

## Descripción
El mango Alfonso es una fruta de temporada, disponible desde mediados de abril hasta finales de junio. Las frutas generalmente pesan entre 150 y 300 g, y poseen una textura rica, cremosa, tierna y una pulpa no fibrosa y jugosa. La piel de un mango Alfonso completamente maduro se vuelve de color amarillo dorado brillante con un tinte rojizo que se extiende por la parte superior de la fruta. La pulpa de la fruta es de color azafranado. Estas características hacen del mango Alfonso un cultivar muy apreciado.

### Uso culinario
Esta variedad tan dulce de mango es ideal para la cocina. Se elaboran sorbetes, helados, lassi, suflés, muses y purés de mango Alfonso.

## Comercio
El mango Alfonso es apreciado en los mercados nacionales e internacionales por su sabor, fragancia y color vibrante. Se exporta de India a varios países, como Japón, Corea y la Unión Europea.

### Prohibiciones de importación
Una prohibición de importación impuesta en 1989 por los Estados Unidos a los mangos indios, incluido el Alfonso, se levantó solo en abril de 2007. Sin embargo, los mangos debían ser tratados antes de ingresar al país para evitar la introducción de moscas de la fruta, hongos y otras plagas no nativas que podrían dañar la agricultura estadounidense. La Unión Europea impuso una prohibición a partir de abril de 2014 sobre la importación de mangos después de encontrar «moscas de la fruta no europeas» en algunos envíos, creando una amenaza significativa para los cultivos agrícolas en el Reino Unido. El gobierno indio describió esta decisión como arbitraria y las empresas afirmaron que sufrirían pérdidas financieras debido a la prohibición.
En enero de 2015, la Comisión Europea levantó la prohibición tras mejoras significativas en el sistema de exportación de mango indio.